# Vem skall vi gå till, Herre
Vem skall vi gå till, Herre är en psalm, med text skriven 1981 av Britt G. Hallqvist och musik skriven 1981 av Egil Hovland.

## Publicerad i
- Psalmer och Sånger 1987 som nr 580 under rubriken "Att leva av tro - Sökande - tvivel".[1]